# Brun bi
 Der er for få eller ingen kildehenvisninger i denne artikel, hvilket er et problem. Du kan hjælpe ved at angive troværdige kilder til de påstande, som fremføres i artiklen.

Den brune bi (Apis mellifera mellifera) er en underart af honningbien, der er den oprindelige bi i det nordlige Europa. Denne art af bier forekommer stadig i stort antal i hele Nordeuropa, selv om der gennem de sidste hundrede år er indført andre biracer, f.eks. Apis mellifera carnica (der også har et brunt ydre) og Apis mellifera ligustica, der er gulbrun.

## Historie
Den brune bis oprindelse skriver sig millioner af år tilbage. Den har sandsynligvis haft sin oprindelse i Nordafrika og har herfra spredt sig nordpå i Europa via en landtange ved Gibraltar.
Naturforskeren Carl von Linné beskrev den brune bi i 1758. Den var dengang enerådende i hele Nordvesteuropa. Uden for dette område fandtes andre biracer.
I 1800-tallet blev de brune bier bragt ud til de engelske kolonier i blandt andet New Zealand, Australien og Tasmanien. Der kom også mange til Sydamerika, hvor de sidst i århundredet indgik i – lidt ufrivillige – krydsninger med afrikanske bier. Disse er i dag kendt som de afrikaniserede bier, der er berygtede for deres aggressivitet, men også skattede for deres honningudbytte.

## Læsø
Den brune bi var den naturlig honningbi i Danmark indtil  for ca. 100 år siden hvor man begyndte at importere bier fra sydlige lande. I dag er de fleste bier her i landet blandinger af 3-4 biracer med stænk af gener fra fjerne lande. De brune bier findes kun meget sporadisk i norden. I Danmark er Læsø det eneste sted hvor der endnu findes en bestand af brune bier, som kan dokumenteres at være racerene.